# Kernkraftwerk Kewaunee
Das stillgelegte Kernkraftwerk Kewaunee (englisch Kewaunee Nuclear Generating Station, Abkürzung KNPP) in Carlton, Wisconsin am Lake Michigan, ungefähr 35 Meilen südöstlich von Green Bay, 18 Meilen von Two Rivers sowie neun Meilen südlich von Kewaunee. liegt auf einem 900 Hektar großen Kraftwerksgelände
, ungefähr fünf Kilometer nördlich vom Kernkraftwerk Point Beach. Daher wurde das Management der Anlage mit den Blöcken in Point Beach konsolidiert.

## Der Reaktor

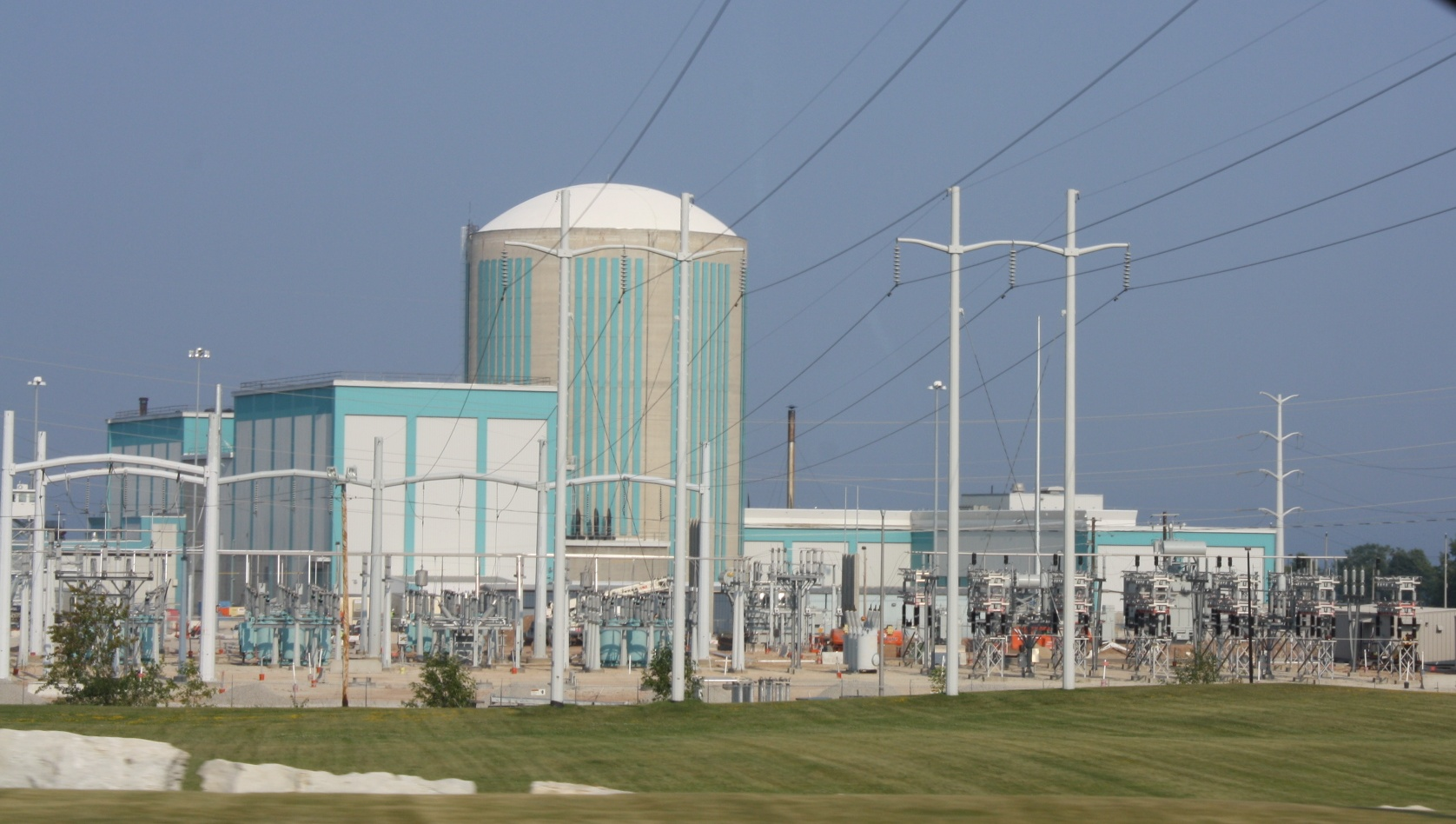
Das Kernkraftwerk mit der Freiluftschaltanlage im August 2009

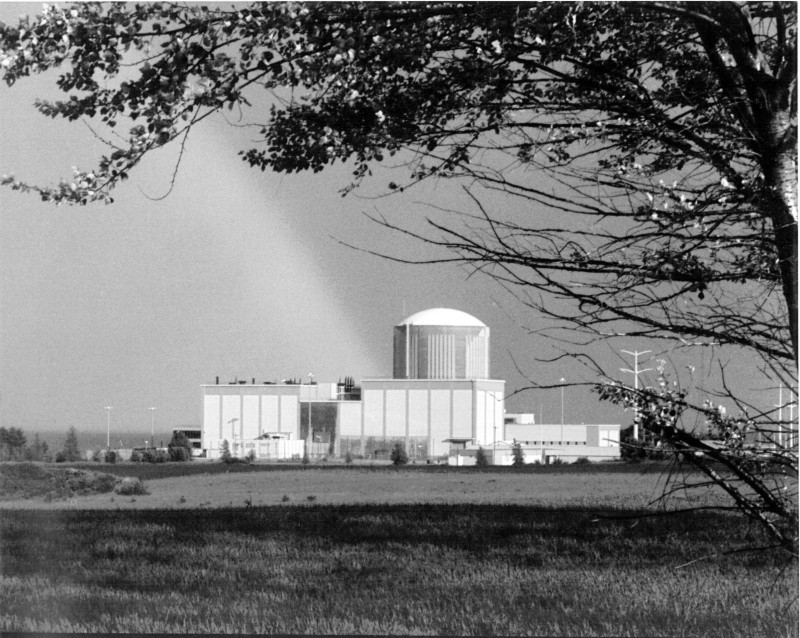
Das Kernkraftwerk

Das Kraftwerk besteht aus einem Druckwasserreaktor mit einer elektrischen Nettoleistung von 556 MWe und einer Bruttoleistung von 581 MWe, womit bis zum 7. Mai 2013 rund 140.000 Wohnungen versorgt wurden. Das nukleare Dampferzeugersystem stammt von Westinghouse.

## Geschichte
Baubeginn war am 6. August 1968, am 8. April 1974 wurde der Reaktor erstmals mit dem Stromnetz synchronisiert und befand sich seit dem 16. Juni 1974 im kommerziellen Leistungsbetrieb. Kewaunee war das vierte Kernkraftwerk, das in Wisconsin gebaut wurde und das 44. in den Vereinigten Staaten. Die Anlage erhielt in den Jahren 1989 und 1995 perfekte Noten im Evaluationsprozess der Nuclear Regulatory Commission (NRC). Die Anlage lief bis ins Jahr 2000 511 Tage ohne Abschaltung seit dem letzten Brennelementwechsel; im Jahr 1999 lief es alle 365 Tage ohne Unterbrechung. 2004 lag der Kapazitätsfaktor der Anlage bei 81,8 %. Am 21. Februar 2005 wurde der Reaktor wegen eines Konstruktionsfehlers im Hilfsspeisewassersystem abgeschaltet, im Juli wurde die Anlage wieder hochgefahren, nachdem die NRC bestätigte, dass der Fehler ordnungsgemäß behoben wurde.

Im Juli 2005 erwarb Dominion Resources das Kraftwerk von den früheren Eigentümern Wisconsin Public Service Corporation und Alliant Energy. Das in Virginia ansässige Unternehmen besitzt auch die Kernkraftwerke North Anna, Surry und Millstone. In North Anna und Surry wurden die Lizenzen 2003 erneuert, in Millstone 2005. Am 21. Dezember 2013 lief die Lizenz für das Kernkraftwerk Kewaunee ursprünglich ab, der Lizenznehmer  reichte jedoch am 14. August 2008 bei der Nuclear Regulatory Commission einen Antrag auf Verlängerung der Lizenz um weitere  zwanzig Jahre ein, dem am 24. Februar 2011 stattgegeben wurde.

Am 22. Oktober 2012 kündigte der Betreiber an, das Kraftwerk im 2. Quartal des Jahres 2013 aus wirtschaftlichen Gründen stillzulegen und zurückzubauen, seit April 2011 versuchte Dominion Resources erfolglos einen Käufer zu finden.
Im Mai 2021 beantragten Dominion und EnergySolutions, LLC die Betriebsgenehmigung für das Kraftwerk auf letztere zu übertragen.

## Stilllegung
Am 7. Mai 2013 wurde das Kraftwerk heruntergefahren und endgültig vom Stromnetz getrennt. Nachdem Dominion keine anderen Kraftwerke in der Region erwerben konnte, wurde Kewaunee für den Energiekonzern unwirtschaftlich. Ein Verkauf an andere Unternehmen schlug fehl, obwohl die Betriebsgenehmigung für das Kraftwerk von der Nuclear Regulatory Commission um 20 Jahre verlängert wurde.
Das Kraftwerk soll vollständig rückgebaut werden, laut Aussage des Betreibers stehen dafür ausreichend Mittel zur Verfügung.

## Daten der Reaktorblöcke
Das Kernkraftwerk Kewaunee hat einen Block:
| Reaktorblock | Reaktortyp         | Netto- leistung | Brutto- leistung | Baubeginn  | Netzsyn- chronisation | Kommer- zieller Betrieb | Abschal- tung |
| ------------ | ------------------ | --------------- | ---------------- | ---------- | --------------------- | ----------------------- | ------------- |
| Kewaunee     | Druckwasserreaktor | 556 MW          | 581 MW           | 06.08.1968 | 08.04.1974            | 16.06.1974              | 7. Mai 2013   |